# Juan Carlos García Pérez de Arce
Juan Carlos García Pérez de Arce (Santiago, 3 de enero de 1971) es un arquitecto, diplomático, y político chileno, miembro del Partido Liberal (PL). Desde enero de 2024 es Embajador de Chile en Canadá. Entre marzo de 2022 y marzo de 2023 se desempeñó como ministro de Obras Públicas de su país, bajo el gobierno del presidente Gabriel Boric.
Formado como urbanista en Francia, participó en la organización Servicio País en la Región de Aysén, desde donde impulsó iniciativas reconocidas a nivel nacional. Asimismo, ejerció como director ejecutivo del Centro Interdisciplinario de Neurociencia de la Universidad de Valparaíso.

## Familia y estudios
Nació en Santiago de Chile el 3 de enero de 1971, hijo de Carlos Alberto García Lazcano y de María Isabel Pérez de Arce Antoncich. Realizó sus estudios primarios y secundarios en el Saint George's College de la comuna de Vitacura. Continuó los superiores en la carrera de arquitectura en la Escuela de Arquitectura y Diseño de la Pontificia Universidad Católica de Valparaíso (PUCV), y luego cursó un magíster en gestión urbana de la École Nationale des Ponts et Chaussées de París, en Francia.
Está casado con Xochitl Tatiana Poblete Rojas, con quien es padre de dos hijos.

## Carrera profesional
Dentro de su trayectoria laboral, ha trabajado en el Ministerio de Vivienda y Urbanismo (Minvu), cargo desde el cual colaboró activamente en la declaratoria de la comuna de Valparaíso como Patrimonio de la Humanidad de la UNESCO.
También ha sido asesor de la Corporación de Fomento de la Producción (Corfo), sitial donde impulsó programas que tenían como objetivo incentivar la inversión privada en la Región de Valparaíso.
De la misma manera, ha impulsado importantes proyectos en dicha región, tales como la construcción del Parque Cultural de Valparaíso, el Estadio Municipal de Quillota, el Teatro Pompeya de Villa Alemana y la casa de Pedro Aguirre Cerda en Calle Larga, entre otros.
Desde 2011 se desempeñó como director ejecutivo del Centro Interdisciplinario de Neurociencia de la Universidad de Valparaíso (CINV), donde desarrolló la gestión institucional, la relación con la comunidad y los proyectos de difusión del centro de investigación.
A partir de junio de 2014 fue miembro del directorio de la Empresa Portuaria de Valparaíso (EPV), donde estuvo a cargo de la definición de políticas para el desarrollo del puerto y el fortalecimiento en su relación con la ciudad.

## Carrera política
En el ámbito político, es militante del del Partido Liberal (PL), colectividad de la cual ejerce como vicepresidente. En 2020 participó de la primaria del Frente Amplio (FA), coalición a la que pertenece dicho partido, para candidato a gobernador de la Región de Valparaíso, en la cual no resultó elegido.
El 21 de enero de 2022 fue nombrado como ministro de Obras Públicas por entonces presidente electo Gabriel Boric, cargo que asumió el 11 de marzo de 2022, con el inicio fomal de la administración. Con ocasión del segundo cambio de gabinete de dicho mandatario, el 10 de marzo de 2023, dejó el puesto gubernamental, siendo reemplazado por la ingeniera comercial Jessica López Saffie.

## Historial electoral

### Primarias para gobernadores regionales de 2020
- Primarias de Gobernadores Regionales del Frente Amplio de 2020, para la Región de Valparaíso[8]

|  | 63,92 % |

|  | 29,44 % |

|  | 6,63 % |